# Dorothy Butler
Dorothy Butler (Auckland, 24 de abril de 1925-ibídem, 20 de septiembre de 2015), cuyo nombre de nacimiento era Muriel Dorothy Norgrove, fue una autora neozelandesa.

## Biografía
Nació en el suburbio de Grey Lynn en  Auckland, era la hija de Emily Isobel Brown y Víctor Norgrove. Estudió en la Universidad de Auckland. Contrajo matrimonio con Roy Edward Butler en 1945. Fue galardonada con el Premio Eleanor Farjeon en 1980, en 1992 se convirtió en la segunda ganadora del Premio Margaret Mahy en donde dio un discurso a los presentes en relación con la literatura y la alfabetización de los niños. su discurso se tituló Telling Tales. En 1993 obtuvo la Orden del Imperio Británico por sus servicios a la literatura infantil.
Falleció el 20 de septiembre de 2015 a los 90 años.

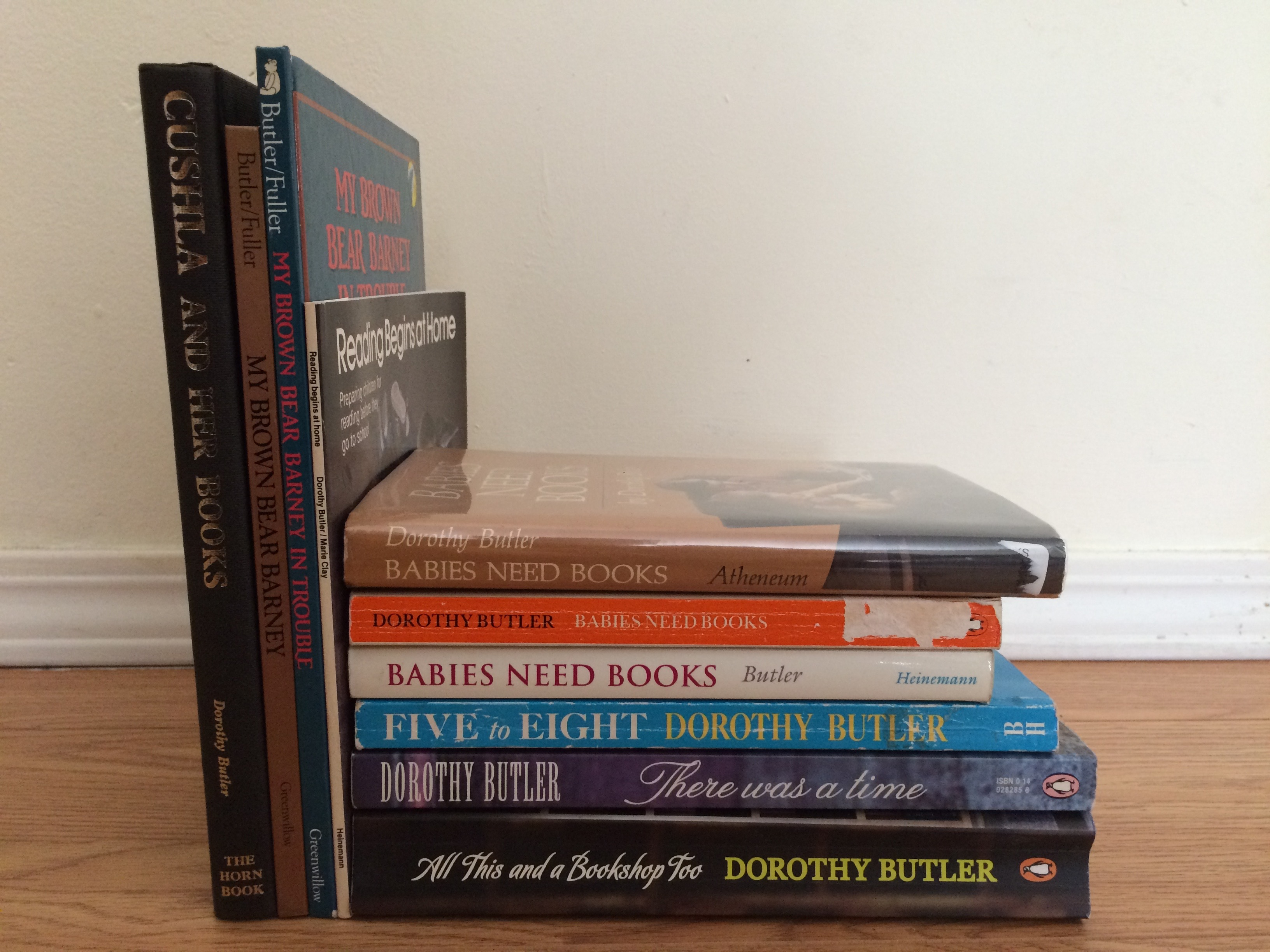
libros de Dorothy Butler

"Los libros deben tener un lugar importante en la vida de los niños desde que son bebés. Que puedan acceder a los libros, por medio de sus padres y de otros adultos, aumenta mucho sus oportunidades de convertirse en seres humanos felices y comprometidos."
Dorothy Butler.

## Libros
- Mi Osito Osorio
- Babies Need Books
- Children, Books and Families
- Cushla and Her Books
- Five to Eight
- Reading Begins at Home